# بيرة مكرون
بيرة مكرون (بالكردية: پیرەمەگرون)‏ هي ناحية من ضمن نواحي قضاء دوكان، تقع على بعد 30 كم عن مركز محافظة السليمانية، تقع المدينة على طريق السليمانية- أربيل.